# نيكولاي بودوروف
نيكولاي بودوروف (بالبلغارية: Николай Бодуров)‏ (30 مايو 1986 بلغاريا - ) هو لاعب كرة قدم بلغاري، يلعب كمدافع.

## وصلات خارجية
نيكولاي بودوروف على موقع الاتحاد الدولي (مؤرشف)  (الإنجليزية)
- نيكولاي بودوروف على موقع الاتحاد الأوربي (الإنجليزية)
- نيكولاي بودوروف على موقع قاعدة بيانات كرة القدم.إي يو (الإنجليزية)
- نيكولاي بودوروف على موقع ناشيونال فوتبول تيمز (الإنجليزية)
- نيكولاي بودوروف على موقع Soccerway.com (الإنجليزية)